# Swede Savage
David Earl „Swede“ Savage Jr. (* 26. August 1946 in San Bernardino, Kalifornien; † 2. Juli 1973 in Indianapolis, Indiana) war ein US-amerikanischer Automobilrennfahrer. Er startete in diversen Rennserien in Nordamerika und verunglückte im Alter von 26 Jahren beim Indianapolis 500 1973 tödlich.

## Persönliches
Savage wurde 1946 als Erstgeborener von zwei Söhnen des Tierarztes David Earl Savage Sr. (* 1920; † 1990) und seiner Frau Joetta Katharine (geb. Taylor; * 1920; † 2009) im kalifornischen San Bernardino geboren und wuchs dort auf. Er besuchte die Pacific High School und galt als exzellenter Sportler, so wurde er mit 17 Jahren in das All-State-Team des High School American Football berufen, für das die besten Amateurspieler des US-Bundesstaates ausgewählt werden und das als Sprungbrett für eine professionelle Karriere in diesem Sport gilt. Parallel dazu betätigte sich Savage schon früh im Motorsport und fuhr Rennen in diversen Amateurklassen, darunter im Kindesalter Seifenkisten und Quarter-Midgets, später Kartrennen und schließlich als Teenager Motorradrennen. Im Abschlussjahrgang der High School sollte er erneut All-State-Spieler werden, wurde aber letztendlich nicht berücksichtigt, da er nach einem Sieg bei einem Motorradrennen Preisgeld akzeptiert hatte und entsprechend nicht mehr als Amateursportler galt.
Savage war seit 1965 mit Sheryl Hartwell verheiratet. Das Paar brachte zwei Kinder hervor, darunter Angela Savage, die sich heute für das Andenken an ihren früh verstorbenen Vater einsetzt. Vor der Ehe wurde zudem ein weiterer Sohn geboren.
Im Juni 2023 wurde zu seinen Ehren auf dem Orange Show Speedway in seiner Heimat San Bernardino ein Denkmal enthüllt.

## Karriere

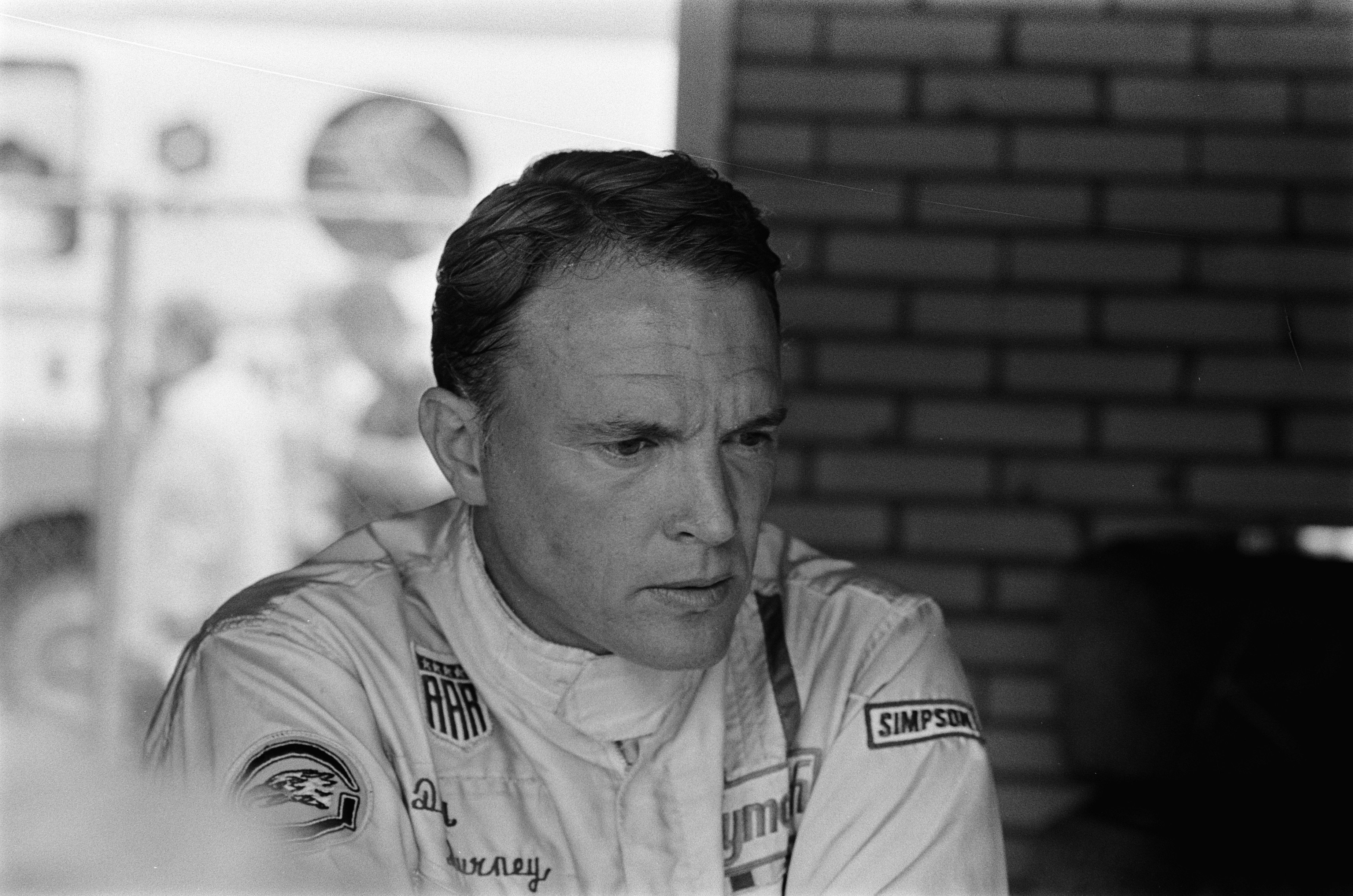
Dan Gurney förderte Savages Karriere von Beginn an maßgeblich

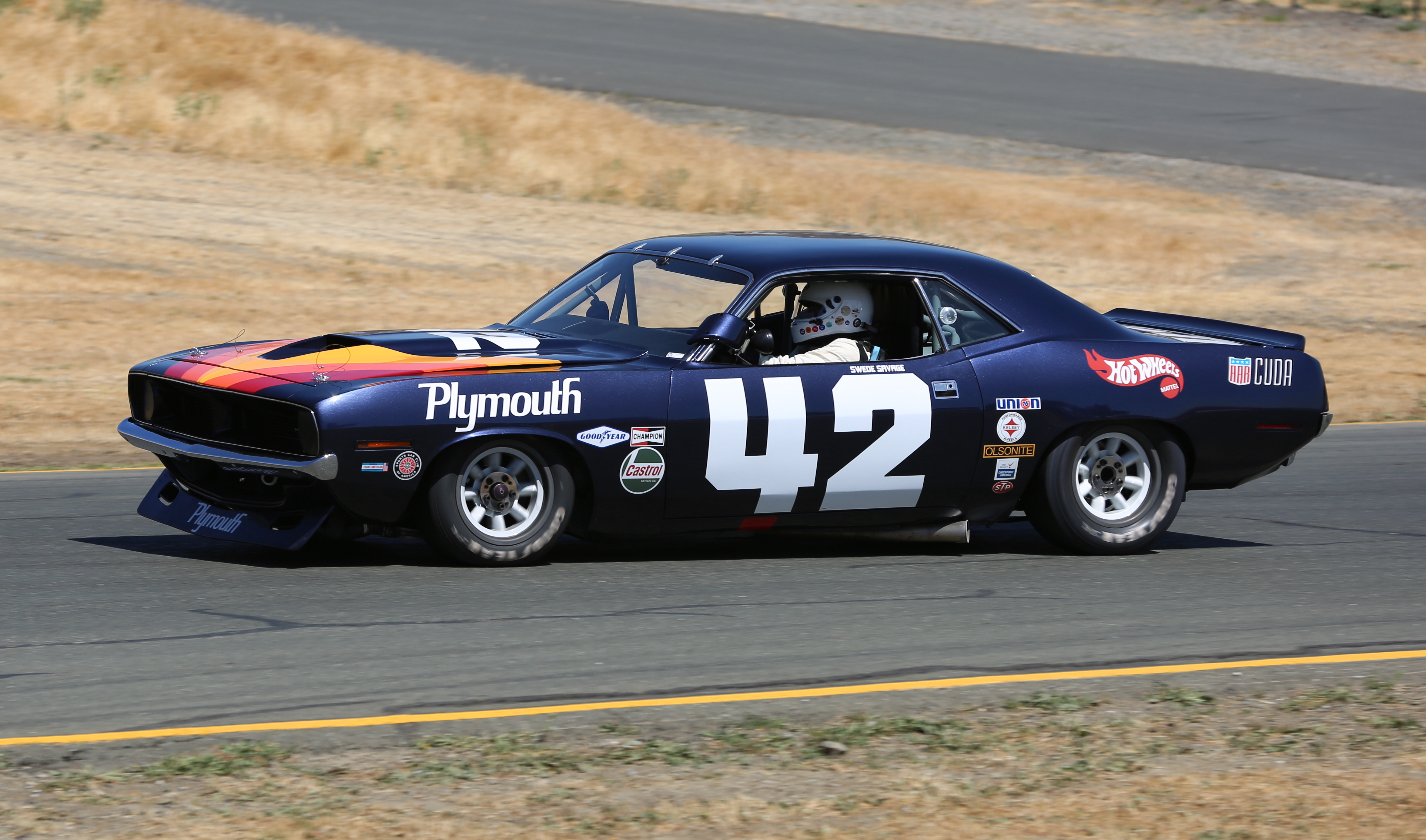
Historischer Plymouth Barracuda #42, mit dem Savage 1970 an der Trans-Am-Serie teilnahm

Zu Beginn seiner professionellen Karriere nahm Savage aufgrund beschränkter finanzieller Mittel weiter an kostengünstigeren Motorradrennen teil. Im März 1967 startete er mit einer Honda CB 450 beim Daytona 200 und belegte den 10. Platz. Durch seine Erfolge erregte er die Aufmerksamkeit des bereits in diversen Rennklassen erfahrenen Dan Gurney, in dessen Motorradwerkstatt er auch arbeitete. Gurney nutzte folglich seine guten Beziehungen zur Ford Motor Company, um ihm im Spätsommer 1967 einzelne Startmöglichkeiten bei Holman & Moody in der NASCAR Grand National Series zu vermitteln. Dort konnte Savage erste Erfahrungen im professionellen Automobilsport sammeln.
Anfang 1968 nahm Gurney ihn in die Fahrermannschaft seines Teams All American Racers (AAR) auf, mit dem Savage für den Rest seiner Karriere stets verbunden blieb. Die erste Station war die Teilnahme am Rennen auf dem Riverside International Raceway im Rahmen der vom Sports Car Club of America sanktionierten SCCA United States Road Racing Championship. Savage startete mit einem Lola T70 und belegte den sechsten Platz. Gurney hatte darauf bestanden, dass Savage sein Fahrzeug größtenteils selbst rennfertig machte und abstimmte, um das Verständnis seines Nachwuchsfahrers für die Technik zu verbessern. Kurz darauf wechselte Savage in den Canadian-American Challenge Cup (Can-Am) und erhielt den verbesserten Lola T160 als Fahrzeug. Ein vierter Platz beim Lauf auf dem Bridgehampton Race Circuit nahe Sag Harbor war sein bestes Saisonergebnis. Durch einen dritten Platz beim Volunteer 500 auf dem Bristol Motor Speedway machte er auch in der NASCAR-Meisterschaft auf sich aufmerksam.
Im Frühjahr 1969 startete Savage für verschiedene Teams wieder zu einzelnen NASCAR-Rennen, darunter dem Daytona 500, dem Höhepunkt der NASCAR-Saison. Er qualifizierte sich mit seinem Mercury Cyclone auf den zehnten Startplatz, schied im Rennen aber aufgrund eines Unfalls vorzeitig aus. Da AAR zu dieser Zeit unter finanziellen Engpässen litt und kaum an Rennen teilnehmen konnte, kehrte Savage mangels Alternativen in dieser Zeit wieder zu semiprofessionellen Motorradrennen in seiner Heimat Kalifornien zurück. Im Mai bestritt er im Lime Rock Park einen einzelnen Lauf in der mit Tourenwagen ausgetragenen Trans-Am-Serie und wurde mit einem Ford Mustang Zweiter. AAR meldete ihn zum Brainerd 200 der USAC-Saison 1969 auf dem Brainerd International Raceway, wo Savage sein Debüt in der US-amerikanischen Formel-Meisterschaft gab. Er belegte den fünften Platz.
1970 gelang es Gurney, für AAR Werksunterstützung von der Chrysler Motor Corporation zu sichern, die Plymouth Barracuda für eine Teilnahme an der Trans-Am-Serie stellten. Savage wurde zu allen Rennen der Saison gemeldet und erzielte als Zweiter beim Lauf auf dem Kurs von Road America sowie als Vierter in Riverside und Laguna Seca gute Ergebnisse. Parallel dazu startete er wieder zu Läufen der USAC Championship und gewann im November beim Bobby Ball 150 auf dem Phoenix Raceway erstmals ein Rennen dieser Meisterschaft. Im Winter 1971 wurde er für das 24-Stunden-Rennen von Daytona und 12-Stunden-Rennen von Sebring berücksichtigt und kam so mit internationalen Spitzenfahrern in Berührung. Er bildete mit Ed Matthews und Danny Ongais bzw. respektive Peter Revson Fahrermannschaften auf Ford Mustang bzw. Ferrari 512M, kam aber bei beiden Anläufen nicht ins Ziel. Beim Questor Grand Prix, einer zur Einweihung des Ontario Motor Speedway in Kalifornien einmalig ausgetragenen Veranstaltung für Fahrzeuge der Formel 1 und Formel 5000, hatte Savage einen schweren Unfall; Er kam nach einem Aufhängungsbruch an seinem Eagle Mk5 von der Bahn ab und schlug hart in eine Mauer ein. Er verlor mehrmals das Bewusstsein, erholte sich letztlich aber recht schnell wieder.
In der USAC-Saison 1972 nahm Savage erstmals als Vollzeitfahrer an dieser Meisterschaft teil und startete mit einem AAR Eagle 72 zu allen Rennen des Jahres. Er erzielte Ergebnisse im vorderen Mittelfeld, der sechste Platz beim Lauf auf der Milwaukee Mile war sein bestes Resultat. Er wurde am Saisonende als 23. der Gesamtwertung klassifiziert. Im Mai gab er zudem sein Debüt beim Indianapolis 500, das als prestigeträchtigstes Rennen der US-amerikanischen Formel-Meisterschaft gilt. Von 33 Startern qualifizierte er sich als Neunter, fiel aber schon nach fünf Runden mit einem Defekt an seinem Fahrzeug aus. Für die USAC-Saison 1973 blieb Savage weiter im Eagle-Fahrerkader und gehörte nun zu den Spitzenfahrern, die beiden Läufe auf dem Trenton Speedway beendete er als Fünfter bzw. Vierter. Beim vierten Saisonlauf, dem Indianapolis 500 1973, verunglückte er schwer und starb am 2. Juli 1973 mit 26 Jahren an den Folgen des einige Wochen zuvor erlittenen Unfalls.

## Unfall und Tod

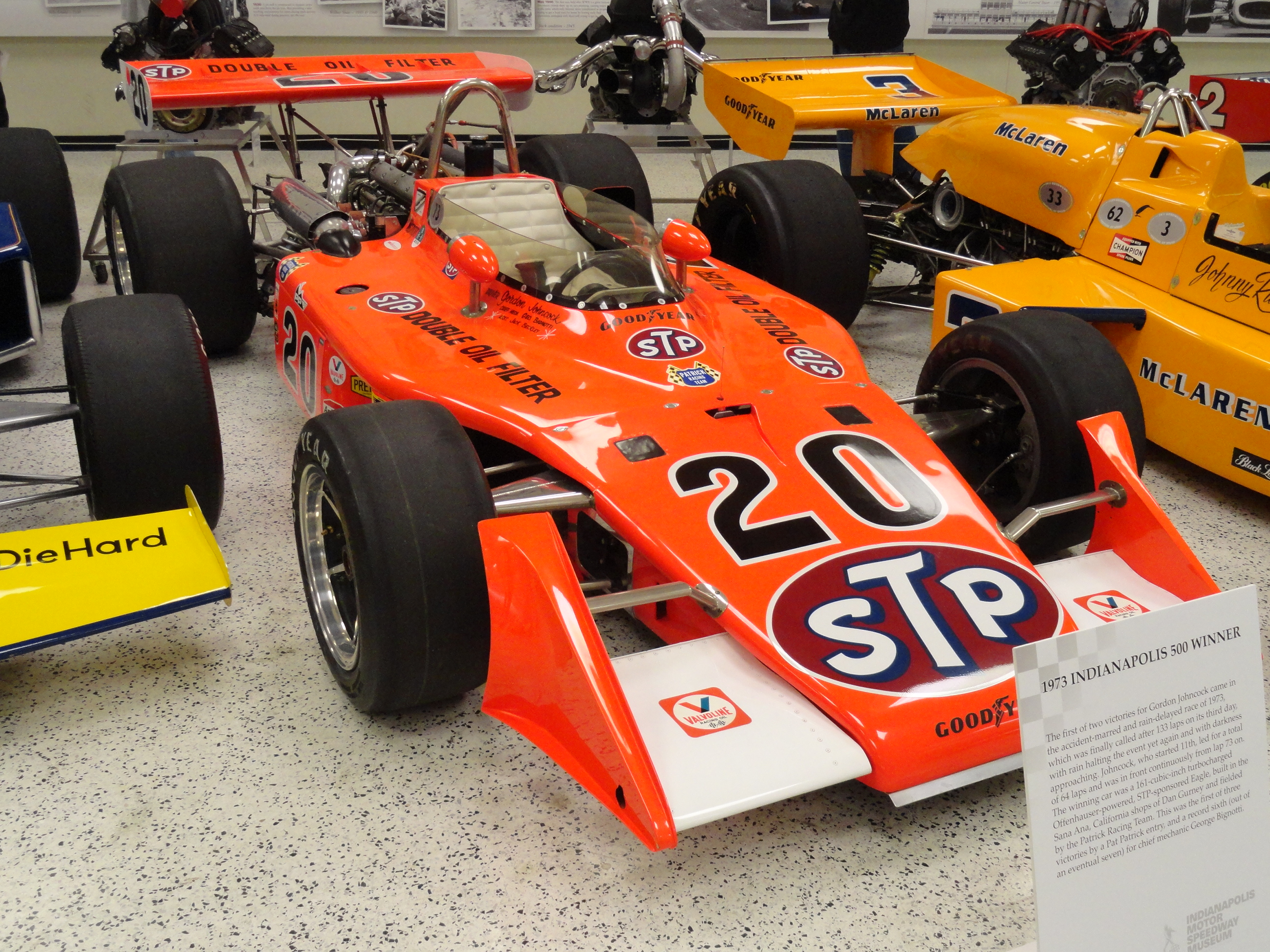
Eagle 72 von Gordon Johncock; mit einem baugleichen Fahrzeug startete Savage zu seinem letzten Rennen

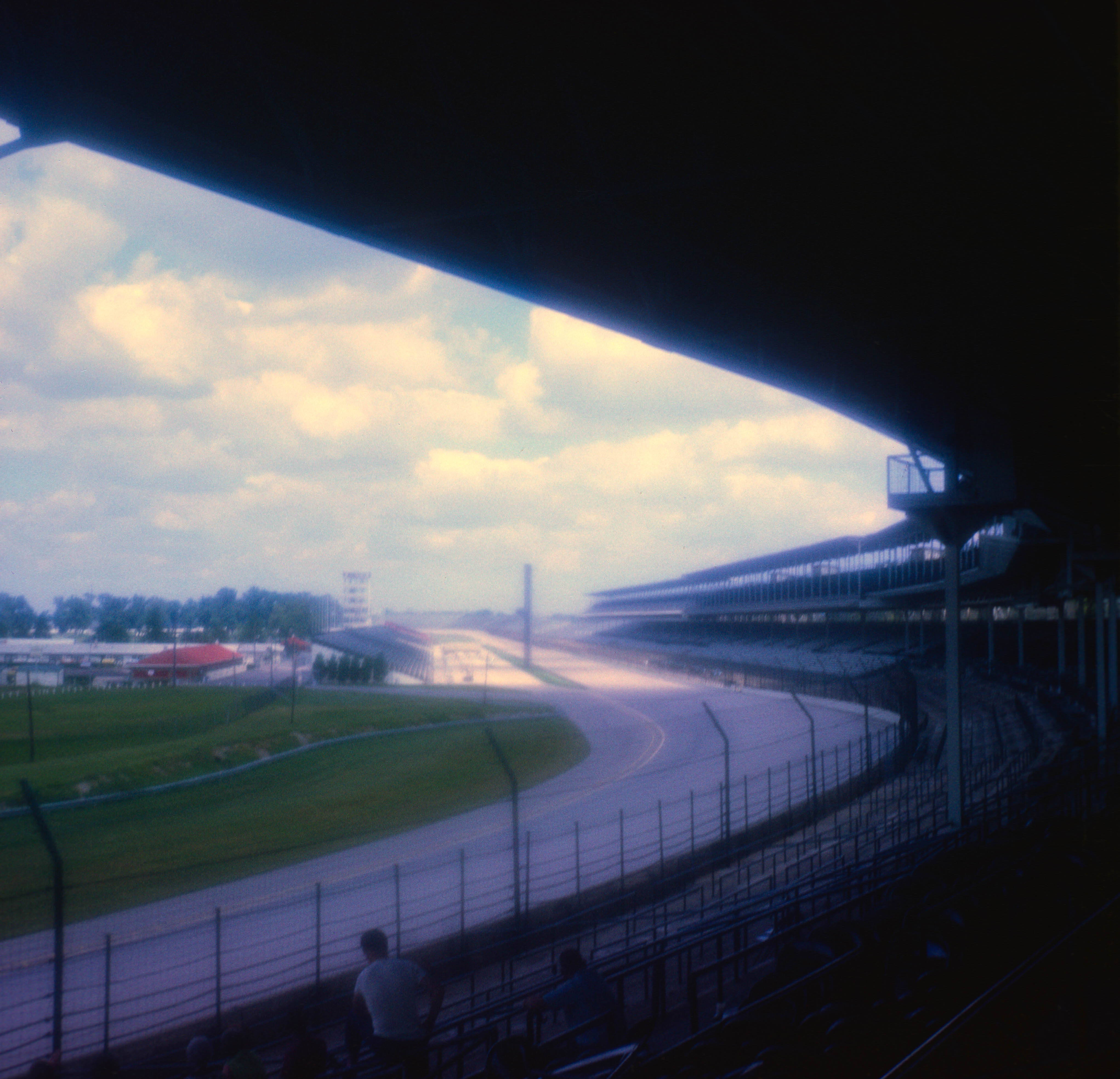
Blick auf die vierte Kurve des Indianapolis Motor Speedway

Am 30. Mai 1973 startete Savage beim Indianapolis 500 zum zweiten Mal nach 1972 bei dieser Veranstaltung. Er galt als einer der Favoriten für das Rennen und hatte sich mit seinem AAR Eagle für die zweite Startreihe qualifiziert. Ursprünglich für den 28. Mai angesetzt, musste das Rennen mehrmals abgebrochen und verschoben werden. Bereits bei Trainingsläufen war Art Pollard tödlich verunglückt und beim ersten Startversuch erlitt David „Salt“ Walther bei einer Startkollision mehrere Knochenbrüche und schwere Verbrennungen an den Gliedmaßen. Da sein Fahrzeug mit vollen Tanks in die Fangzäune einschlug, wurden durch auslaufenden, brennenden Treibstoff auch dutzende Zuschauer verletzt.
Savage hatte einen guten Start, blieb in der Spitzengruppe und konnte in Runde 43 schließlich die Führung vor Al Unser übernehmen. Die beiden Fahrer lieferten sich daraufhin enge Windschattenduelle, und schließlich konnte Unser den ersten Platz zurückerlangen. In Runde 57 legte Savage einen Boxenstopp ein, sein Wagen wurde mit ca. 260 Litern Methanoltreibstoff voll aufgetankt. Er befand sich am Ende von Runde 59 direkt hinter Unser, als er bei voller Geschwindigkeit mit ca. 300 km/h in Kurve 4 die Kontrolle über sein Fahrzeug verlor. Der genaue Grund ist nicht geklärt; Die Fernsehbilder deuten auf einen Bruch des Heckflügels hin, zudem gab es vermehrte Indizien für Öl auf der Fahrbahn. Der Eagle drehte sich nach links von der Strecke und schlug in die innere Begrenzungsmauer des Ovalkurses ein. Dabei riss der Wagen auseinander und der Treibstoff entzündete sich schlagartig in einem großen Feuerball. Brennende Fahrzeugteile wurden auf die Strecke zurückgeworfen und blockierten die Kurve, das Rennen wurde sofort abgebrochen. Savage kam noch immer angeschnallt mit seinem Sitz und einigen am Cockpit verbliebenen Chassisteilen aufrecht sitzend an der äußeren Begrenzungsmauer zum Stehen. Er war bei vollem Bewusstsein und versuchte sogar, sich aus eigener Kraft zu befreien. Feuerwehrleute begannen augenblicklich mit den Löscharbeiten, Savage konnte lebendig geborgen werden.
Beim Unfall hatte Savage Verbrennungen an den Armen, im Gesicht und an seiner rechten Hand erlitten, zudem hatte er sich beide Beine gebrochen. Er wurde ins Methodist Hospital von Indianapolis eingeliefert, wo sein Zustand ernst, aber nicht kritisch war. Er empfing häufig Besucher und scherzte über seine eher langsame Genesung. 33 Tage nach seinem Unfall starb er unerwartet unter nicht völlig geklärten Umständen, nachdem sich sein Zustand plötzlich verschlechtert hatte. Als offizielle Todesursache wurden eine Zusammenwirkung von Sepsis und Lungenentzündung angegeben. Der langjährige medizinische Direktor der Champ Car World Series Steve Olvey gab stattdessen zu Protokoll, dass sich Hinweise auf die Verabreichung von verunreinigtem Blutplasma und folgendem Leberversagen ergeben hätten, an dem Savage schließlich verstorben sei.
Savage wurde auf dem Mountain View Cemetary in seiner Heimatstadt San Bernardino bestattet.

## Statistik

### USAC-Championship-Ergebnisse
| Jahr | Team                | Siege | Punkte | Meisterschaftsplatzierung |
| ---- | ------------------- | ----- | ------ | ------------------------- |
| 1969 | All-American Racers | 0     | 400    | 25.                       |
| 1970 | All-American Racers | 1     | 615    | 19.                       |
| 1971 | All-American Racers | 0     | 590    | 18.                       |
| 1972 | Patrick Racing      | 0     | 200    | 23.                       |
| 1973 | Patrick Racing      | 0     | 330    | 24.                       |

### Indianapolis-500-Ergebnisse
| Jahr | Chassis | Motor       | Startplatz | Platzierung | Anmerkung |
| ---- | ------- | ----------- | ---------- | ----------- | --------- |
| 1972 | Eagle   | Offenhauser | 9          | DNF         | Defekt    |
| 1973 | Eagle   | Offenhauser | 4          | DNF         | Unfall    |

### Einzelergebnisse bei Formel-1-Rennen ohne Weltmeisterschaftsstatus
Diese Statistik umfasst alle Teilnahmen des Fahrers an Formel-1-Rennen ohne Weltmeisterschaftsstatus.
| Saison | 1   | 2   | 3   | 4   | 5   | 6   | 7   | 8   |
| ------ | --- | --- | --- | --- | --- | --- | --- | --- |
| 1971   | ARG | ROC | QUE | SPR | INT | RIN | OUL | WOR |
| 1971   |     | 28  |     |     |     |     |     |     |

### Sebring-Ergebnisse
| Jahr | Team                       | Fahrzeug     | Teamkollege  | Platzierung | Ausfallgrund    |
| ---- | -------------------------- | ------------ | ------------ | ----------- | --------------- |
| 1971 | North American Racing Team | Ferrari 512M | Peter Revson | Ausfall     | Getriebeschaden |

### Einzelergebnisse in der Sportwagen-Weltmeisterschaft
| Saison | Team                                   | Rennwagen                 | 1   | 2   | 3   | 4   | 5   | 6   | 7   | 8   | 9   | 10  | 11  |
| ------ | -------------------------------------- | ------------------------- | --- | --- | --- | --- | --- | --- | --- | --- | --- | --- | --- |
| 1971   | Ed Matthews North American Racing Team | Ford Mustang Ferrari 512M | BUA | DAY | SEB | BRH | MON | SPA | TAR | NÜR | LEM | ZEL | WAT |
| 1971   | Ed Matthews North American Racing Team | Ford Mustang Ferrari 512M |     | DNF | DNF |     |     |     |     |     |     |     |     |